# Pedro Guillén
Pedro Guillén García (La Algaida, Archena, Murcia, 6 de diciembre de 1938) es un médico español.

## Datos biográficos
Licenciado por la Universidad Complutense de Madrid en 1964 y doctorado por la misma en 1986, está considerado como uno de los mayores especialistas en medicina deportiva del mundo, labor que ha sido reconocida, entre otras muchas instituciones, por el Comité Olímpico Español. El 18 de mayo de 1998, el doctor Pedro Guillén creó la Clínica CEMTRO. Ese día y tras dos años de construcción y equipamiento fue inaugurada por el Rey Juan Carlos I, siendo el doctor Guillén el jefe de su Servicio de Traumatología. Guillén fue uno de los introductores de la artroscopia en España en 1977, lo que supuso una auténtica revolución para el diagnóstico y tratamiento de las lesiones en las articulaciones, y un ahorro económico al reducir la baja médica a un máximo de 22 días. 
En 1996 realizó su primer implante en España de condrocitos autólogos en una rodilla. Desde entonces ha realizado más de 400 intervenciones en la Clínica CEMTRO de Madrid, y durante los últimos años los cultivos se vienen realizando en la Sala Blanca o Estéril, primera sala Terapéutica existente en España, desde la que se producen células que se aplican en otros hospitales nacionales y otros países. En 2007 inventó la artroscopia sin cables a la que ha llamado WAD (Wireless Arthroscopic Device), que reduce los tiempos de intervención y recuperación del paciente, así como el número de infecciones y posibilitará en un futuro realizar cirugías articulares en consultas de Atención Primaria. Ese año se convirtió en el primer traumatólogo en realizar una artroscopia sin cables a nivel mundial. El 21 de junio de 2013, en Madrid, el Dr. Pedro Guillén protagonizó la primera operación asistida con Google Glass. En 2016 realizó la primera artroscopia sin cables para la sanidad pública española en el Hospital Clínico San Carlos de Madrid.
Entre otros cargos, es miembro de la Academia Nacional de Cirugía, de la Real Academia Nacional de Medicina, de la Real Academia Nacional de Farmacia, del Colegio Europeo de Traumatología del Deporte y del Comité Nacional de Medicina del Deporte, así como Miembro Honorario de la Arthroscopy Association Of North America. Ha tratado a numerosos personajes públicos, entre los que se incluyen políticos como José María Aznar y Francisco Álvarez Cascos, escritores como Camilo José Cela, y deportistas como los futbolistas Antonio Maceda, Emilio Butragueño, Míchel, Donato, Fernando Torres o Álvaro Benito, el atleta Antonio Peñalver, o los gimnastas Jesús Carballo, Estíbaliz Martínez o Estela Giménez.

## Reconocimientos
- Medalla Especial al Mérito Gimnástico de la Real Federación Española de Gimnasia (1984)[5]
- Medalla de Plata de la Real Orden del Mérito Deportivo (febrero de 1997).
- Medalla de Oro de la Región de Murcia (junio de 2000).
- Hijo predilecto de Archena (marzo de 2001).
- Miembro Honorario de la Arthroscopy Association Of North America, (AANA) (2004).
- Doctor Honoris Causa por The Constantinian University (R.I. USA 2004).
- Candidato al Premio Príncipe de Asturias de Investigación Científica y Técnica 2007, 2008 y 2009.
- Premio Nacional a las Artes y las Ciencias aplicadas al Deporte, otorgado por el Consejo Superior de Deportes y entregado en la gala anual de los Premios Nacionales del Deporte de 2006 (2007).[6]
- Micrófono de oro (2007).[7]
- Doctor Honoris Causa por la Universidad Católica San Antonio de Murcia (2007).
- Premio Nacional Investigación en Medicina del Deporte Universidad de Oviedo (2007).
- Doctor Honoris Causa por la Universidad Rey Juan Carlos de Madrid (2008).
- Medalla de la Ciudad de Lima Fundación de la Ciudad de Lima (2010).
- Medalla de Oro al Mérito en el Trabajo (2011).
- Cruz de Oro de la Comunidad de Madrid (2011).
- Premio José Manuel Martínez a Toda una Vida Profesional Premios Sociales 2012 Fundación Mapfre (2013).
- Gran Cruz de la Orden del Dos de Mayo (2014)[8]